# 戦勝記念日 (5月9日)
戦勝記念日（せんしょうきねんび、ロシア語: День Победы）は、ロシア連邦など旧ソビエト連邦構成共和国及び同盟国の一部で祝われる、第二次世界大戦において1945年にナチス・ドイツが降伏しソ連が苛烈な独ソ戦を勝利したことの記念日である。日本語では対独戦勝記念日や対ナチスドイツ戦勝記念日として知られている。1945年5月8日深夜（モスクワ時間では午前零時を過ぎていたため5月9日）のドイツによる無条件降伏への署名を受けて、当初は16のソビエト連邦構成共和国によって制定された。5月9日、ドイツの首都ベルリンでの調印式を終えた後、日中の早い時間にソビエト連邦政府は勝利を宣言した。公式な発足は1945年だったが、記念日が就業を伴わない法定休日になったのは1965年で、しかもそれは一部のソビエト連邦構成国で制定されただけであった。
東ドイツでは1950年から1966年の間は「解放記念日」として5月8日に祝われ、1985年には40周年が祝われた。1967年にはソビエト式の「戦勝記念日」が5月9日に祝われた。第二次世界大戦終戦時、および2002年以降はドイツ東部のメクレンブルク＝フォアポンメルン州では「国家社会主義 （ナチス）からの解放記念日」として祝っている。
ロシア連邦は、ソビエト連邦の崩壊に伴う1991年の国家成立以来5月9日を公式に認定しており、たとえその日が週末に重なっても就業を伴わない休日だと（その場合は翌月曜日が振替休日となる）みなしている。記念日は同国がソビエト連邦の構成国であった時代も同様に祝われた。全国各地で祝勝記念のパレードが行われるが、特にモスクワ赤の広場で開催される大掛かりなモスクワ戦勝記念日パレードが有名である。赤の広場でのパレードは1995年からは軍事色が強まり、軍事パレードと化した。
その他の多くのヨーロッパ諸国は ヨーロッパ戦勝記念日（頻繁にVE DayやV-E Dayと省略される）を、国民の戦没者もしくは戦勝の記念日として5月8日に祝う。ソ連の構成国だったウクライナは2014年、ロシアによるウクライナ領クリミアへの侵略などを受けて、戦勝記念日を他の欧州諸国と同じ5月8日へ変更した。

## 歴史

ドイツ国防軍を代表して降伏文書に署名するヴィルヘルム・カイテル元帥

ドイツの降伏文書は、二度にわたって署名が行われた。一度目は、フランスのランスにおいて、フランス軍少将フランソワ・セヴェズが立ち会う形でドイツの国防軍最高司令部長のアルフレート・ヨードルと連合国遠征軍最高司令部（SHAEF）を代表してウォルター・ベデル・スミス、そして赤軍総司令部代表のイヴァン・ススロパロフによって行われた。ソ連は、第一の降伏文書の内容は赤軍総司令部の承認がない上に、下位の将校であるススロパロフには降伏文書に署名する権限が与えられていなかった事から、修正を加えた第二の降伏文書をベルリンで署名する事を求めた。ソ連の指導者ヨシフ・スターリンは、ソ連はランスで調印された降伏文書を準備書面と受け止めると宣言し、SHAEF司令官ドワイト・D・アイゼンハワーも直ちに同意した。別の論点として、ドイツ軍の一部はランスで調印された降伏文書を西側連合軍に限定した降伏と解釈しており、東部戦線の特にプラハでは戦闘が継続していた。

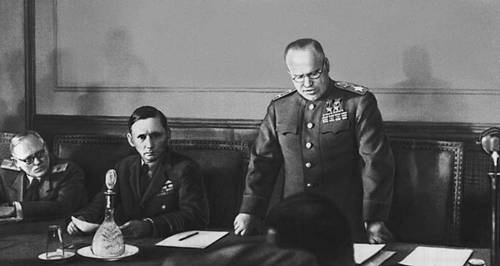
ドイツの降伏文書を読み上げるソ連軍ジューコフ元帥。左に座るのは英空軍アーサー・テダー大将。

2度目の降伏文書調印式は、5月8日深夜（モスクワ時間では5月9日になっていた）に、ベルリン郊外の戦災から焼け残った建物で行われた。カール・スパーツ将軍とジャン・ド・ラトル・ド・タシニ将軍が証人として立ち会う中、国防軍最高司令部（OKW）総長のヴィルヘルム・カイテル陸軍元帥がドイツ軍、ゲオルギー・ジューコフ元帥が赤軍総司令部、アーサー・テダー英空軍大将が連合国遠征軍最高司令部を代表して降伏文書に署名した。
降伏文書の調印はベルリンのカールスホルストのソ連軍司令部で行われ、ベルリンで署名された降伏文書は、英語版およびロシア語版の双方が正文とされた。
ランスで調印された準備書面と異なり、ベルリンで調印された修正済みの降伏文書では、ドイツ全軍の武装解除および連合国軍の現地司令官への兵器の引き渡しが明確に規定されていた。
ランスおよびベルリンで調印された降伏文書では、ドイツ指揮下の軍部隊は、1945年5月8日の中央ヨーロッパ時間23時1分に戦闘を停止する事が規定されている。一方で、中央ヨーロッパとモスクワとの時差により、ソ連およびソ連崩壊後の旧ソ連諸国では5月9日を終戦記念日として祝っている。
1945年6月24日、ソ連の首都において、戦争の勝利を祝って戦勝記念パレードが行われた。

## 祝賀

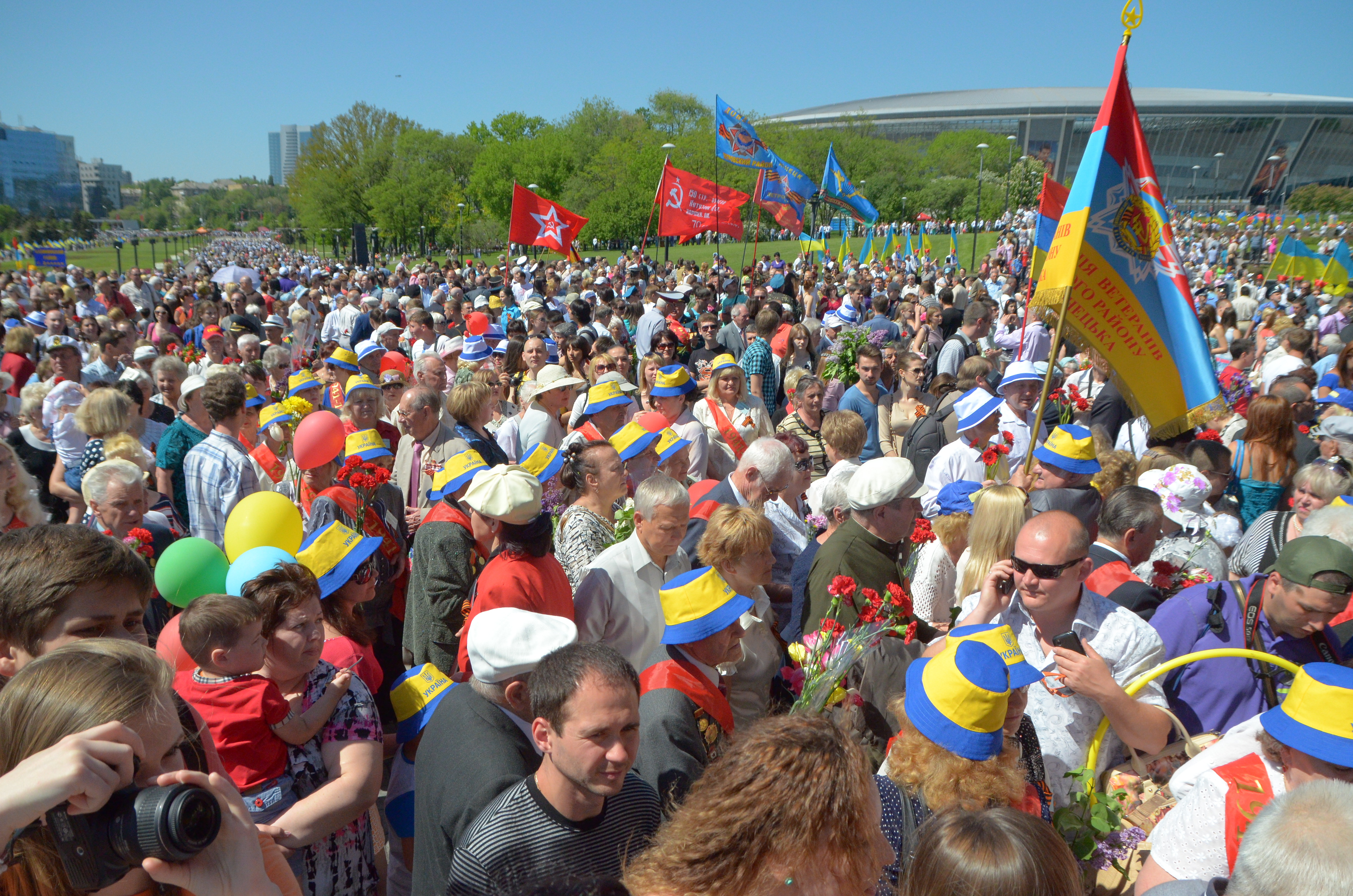
ウクライナのドネツィクにおける2013年の戦勝記念日

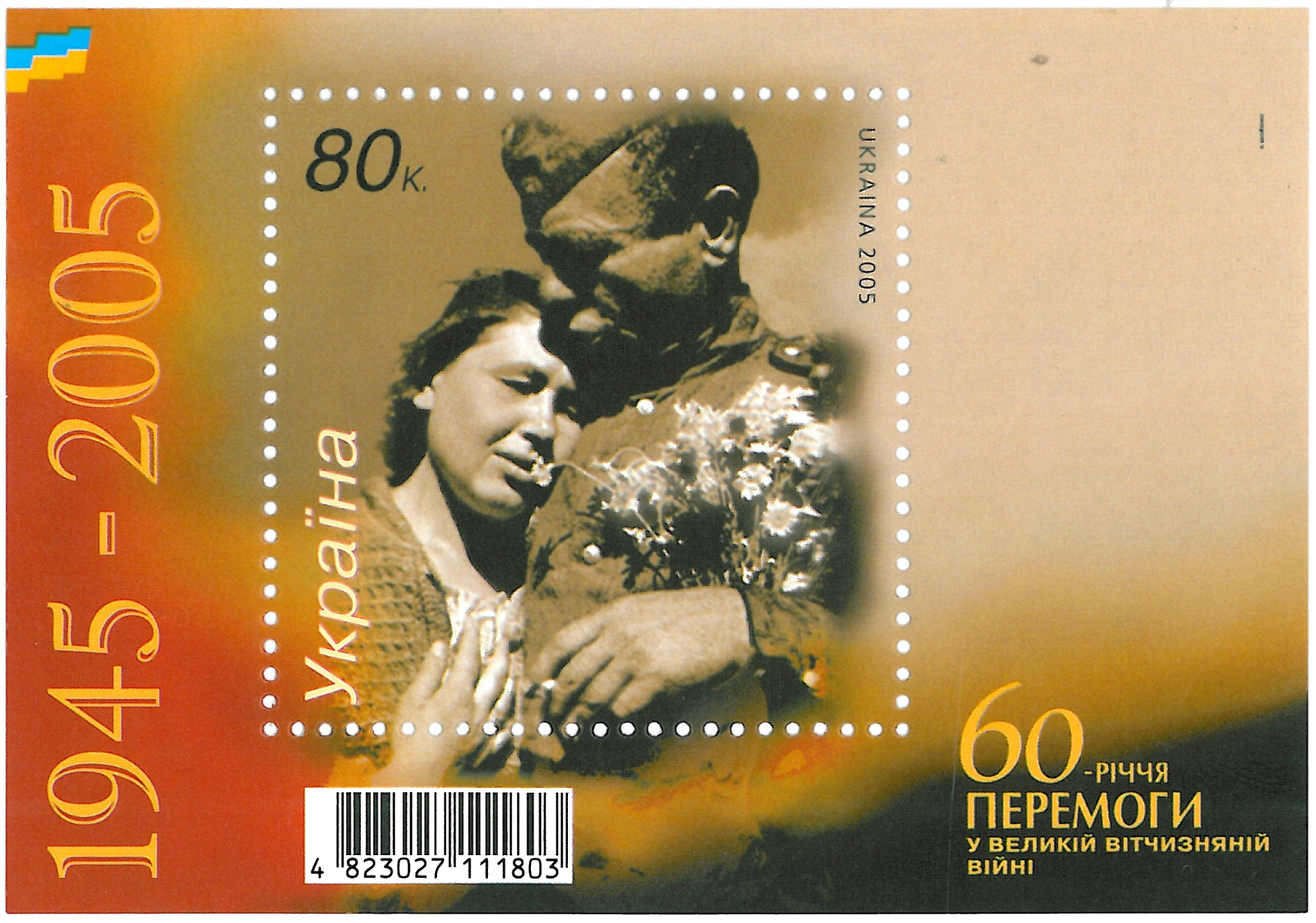
2005年のウクライナの切手

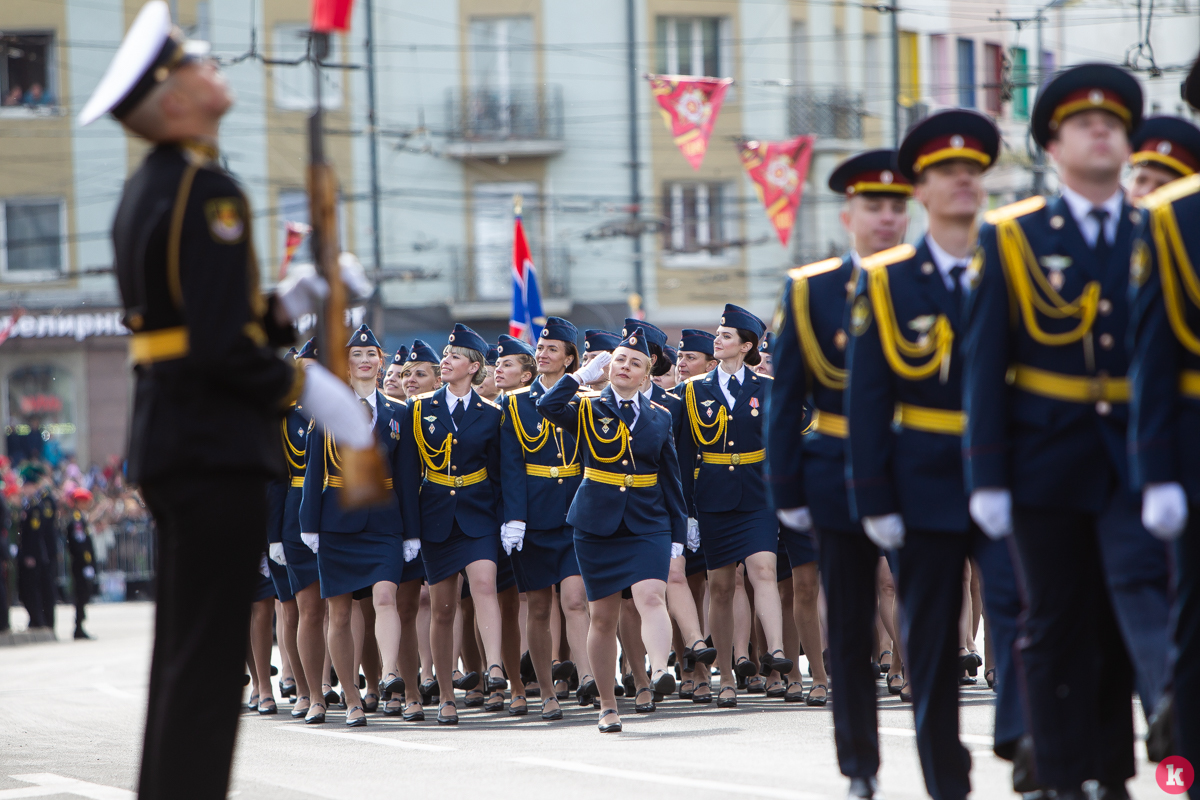
ロシアのカリーニングラードにおける2019年の戦勝記念日

### ロシア
ソ連が続いていた時期、5月9日はソ連と東側陣営の諸国で祝賀された。1946年から1950年にわたって、多くのソ連の構成共和国で祝日として制定されたが、就労なしの休日としたのは1963年のウクライナ・ソビエト社会主義共和国および1965年のロシア・ソビエト連邦社会主義共和国だけだった。ロシア・ソビエト連邦社会主義共和国では、5月9日が土曜日もしくは日曜日になった場合、平日（通例では月曜日）を振替休日とした。
それに続く時代も戦勝記念日の祝賀は続いた。映画・文学・学校で行われる歴史の授業・マスメディア・芸術において、独ソ戦は非常に重要な主題となった。次第に祝賀の儀式は、儀礼的な式典、演説や講演、レセプション、花火など、多くの類似する要素を合わせ持つ独特の性格を帯びるようになった。
ロシアでは1990年代を通じて、当時のロシア政府の政策によって、5月9日の祝日はソ連時代のような大規模な集団示威で祝われる事はなかった。ウラジーミル・プーチンが権力を掌握すると、ロシア政府は、その政治体制や歴史的栄光の強調を行い始め、祝祭日が国家の自尊心の源泉となった。ロシアにおける戦勝記念日は、大衆文化が中心的な役割を担いつつある。2005年の60周年と2015年の70周年の記念日は、ロシアにおいて、ソ連崩壊以降、最大の国家的祝日となった。
1995年、世界が戦争終結50周年を祝う中、世界から大勢の政府首脳がモスクワに集まり、ソ連崩壊後はじめて行われた政府主催の式典に出席した。2015年の式典には、中国やインドをはじめとする30人の政府首脳が出席したが、西側諸国の首脳は、ロシアによるウクライナ紛争を理由として式典をボイコットした。2020年の対ナチス・ドイツ戦勝75周年を祝うパレードは、新型コロナウイルス感染症の流行のため延期された。
数々の国においてロシア語を話す住民は、居住地域の状況とは無縁の形で、祝日を祝賀し、この日に公衆による集会やパレードも行う。複数の言語で放送を行ういくつかのテレビネットワークは、世界の視聴者に向けて、赤の広場で行われるロシア大統領による「戦勝演説」を翻訳して、軍事パレードの模様をテレビ放映する事により、パレードを1年の内において、世界で最も視聴されるイベントのひとつとしている。また、RTは、パレードの模様を実況解説付きで放映し、モスクワ時間の午後6時55分からは、この日におけるもうひとつの見どころで、1965年から続く伝統を持つ『黙祷の1分間』が放映される。
大祖国戦争において、ソ連の軍隊と国民が払った大きな犠牲により、今なお、ロシアにおいて、戦勝記念日は最も重要で感情的な1日として記憶されている。

## ソビエトとソビエト崩壊後の戦勝記念日に関連する象徴

### 勝利の旗

第5の「勝利の旗」。ドイツの国会議事堂の屋根に掲げられた。

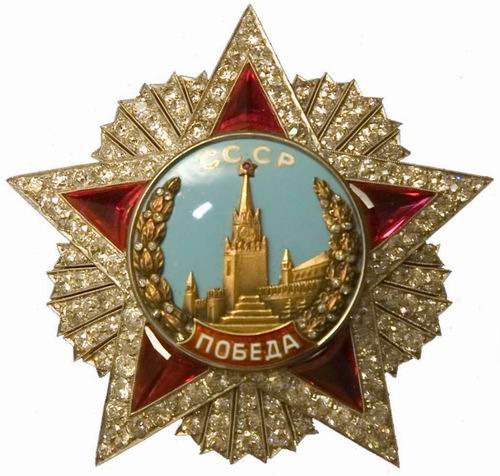
ソビエトの勝利勲章

「勝利の旗」は1945年5月1日ソビエト連邦軍兵士によってベルリンのドイツの国会議事堂 (独: Reichstagsgebäude) に掲げられたソビエト軍旗を指している。ベルリンの戦いの最中に戦場という状況下で兵士たちによって作成され、歴史的にソビエト人民のナチス・ドイツに対する勝利の公式の象徴とされている。五番目に作られた旗で、ベルリンで掲げられるべく用意されたもののうち戦闘を切り抜けた唯一の陸軍旗であった。旗には キリル文字の文で「第150狙撃師団、クトゥーゾフ勲章2等、イドリツァ師団、第79ライフル隊、第3突撃軍、第1ベラルーシ戦線」と書いてあり、旗を掲げた兵士たちの所属部隊を表している。
5月9日には第154プレオブラジェンスキー独立警備連隊のカラーガード(en:Colour guard)が、特別に作成された勝利の旗のレプリカを赤の広場内で掲揚しながら行進する 。
2004年10月にはウクライナ解放60周年を祝うパレードに参加するため、「勝利の旗」がモスクワからキエフに持ち込まれた 。

### 聖ゲオルギーのリボン

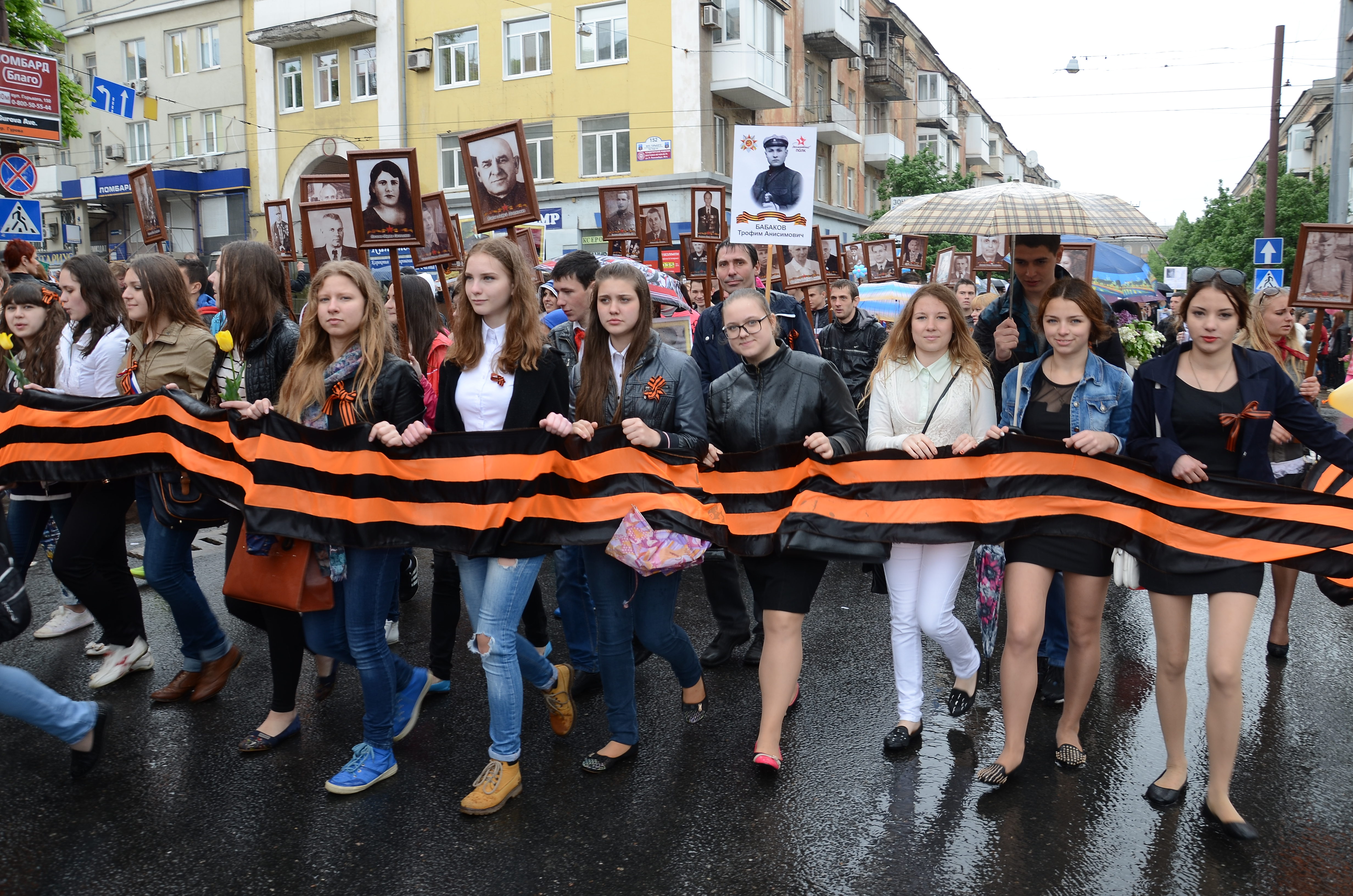
聖ゲオルギー・リボンと第二次世界大戦で戦った親族の写真と共に行進するドネツィク（ウクライナ）の住民（2015年5月9日）

聖ゲオルギー・リボンはロシア帝国の時代に遡る軍の象徴で、黒とオレンジの2色模様で、3本の黒と2本のオレンジの縞で構成されている。21世紀初頭には戦没者を追悼するアウェアネス・リボンとなり、愛国心の象徴と認識されるようになった。
ウクライナやバルト三国などの旧ソビエト構成国では、近年リボンは親露やロシアの民族統一主義と関連づけられるようになった。
ウクライナでは、政府がリボンに代えてイギリスとイギリス連邦においてリメンブランス・デーと関連づけられているリメンブランス・ポピーを用いることを選択した。
2014年5月5日、ベラルーシ共和国青年団はウクライナ情勢に鑑みて団員たちにリボンを使用しないよう働き掛けた。2015年の戦勝記念日に合わせて、リボンの色はベラルーシの国旗由来の赤、緑、白に変更された。
2022年4月にはロシアによるウクライナの侵攻を受けて、旧ソビエト連邦構成国のリトアニアの国会は聖ゲオルギーのリボンの公共の場での展示、提示、使用などを禁止する法案を可決した。同様に旧ソビエト連邦構成国のエストニアの国会もウクライナの侵攻への支持表明のために聖ゲオルギーのリボンを使用することを禁じた。

## 戦勝の祝賀ギャラリー

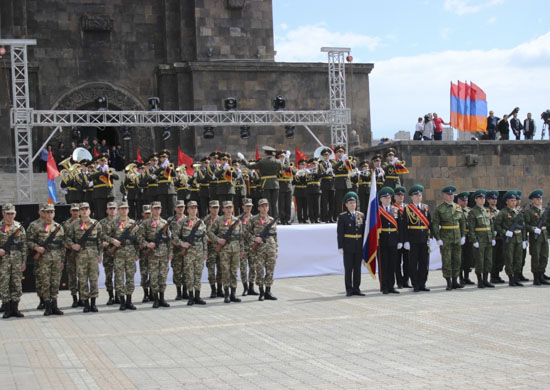
アルメニアのエレバンに位置する母なるアルメニアの記念碑（像）における祝賀（2018年）
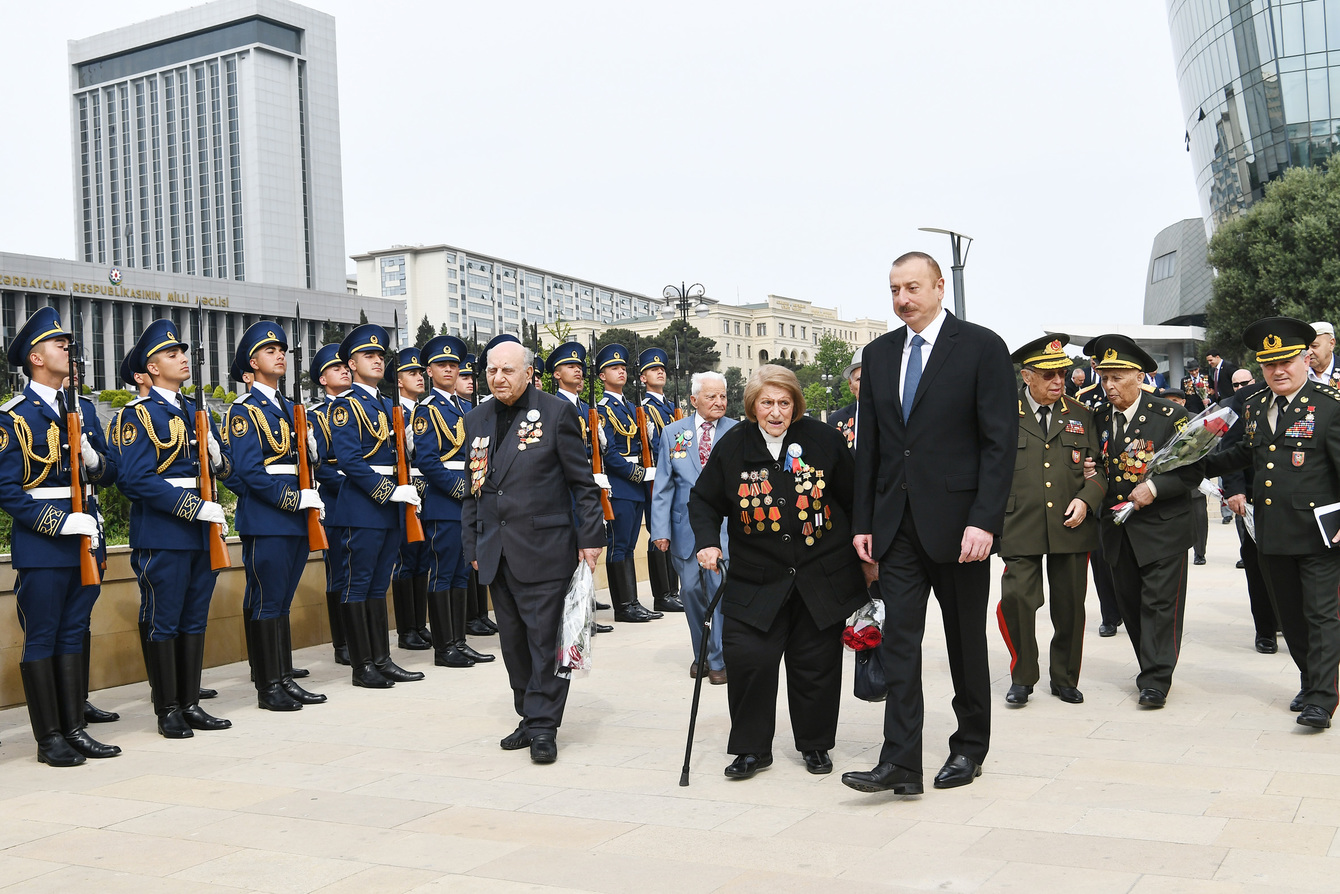
アゼルバイジャンのバクーでのイルハム・アリエフ大統領と退役兵（2018年）
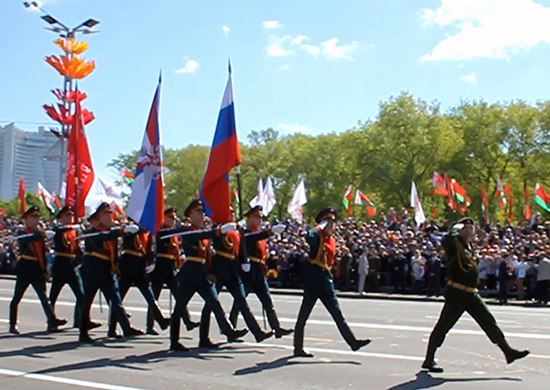
ベラルーシのミンスクの戦勝パレード（2015年）
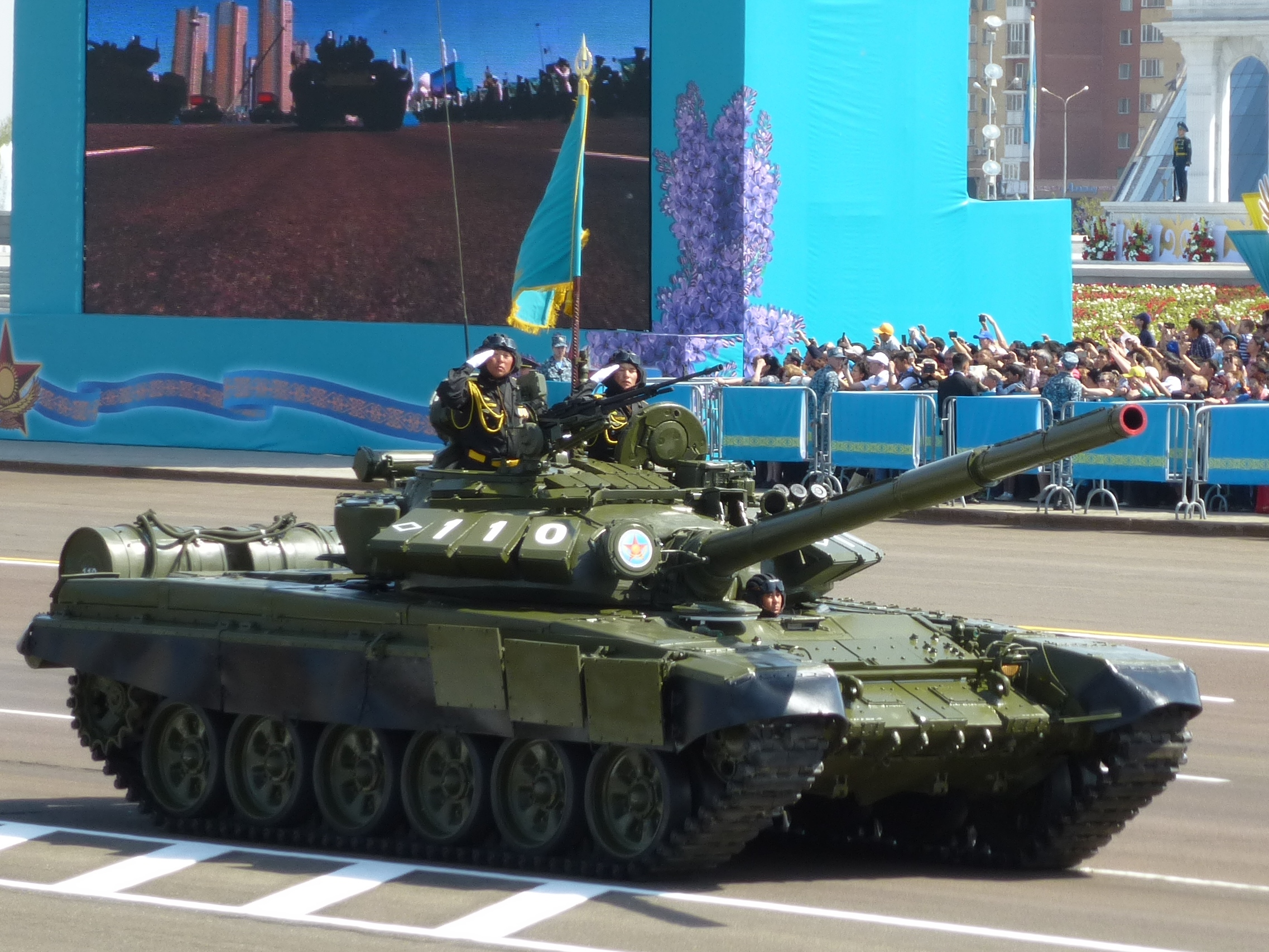
カザフスタンでの戦勝パレード中のT-72戦車（2015年）
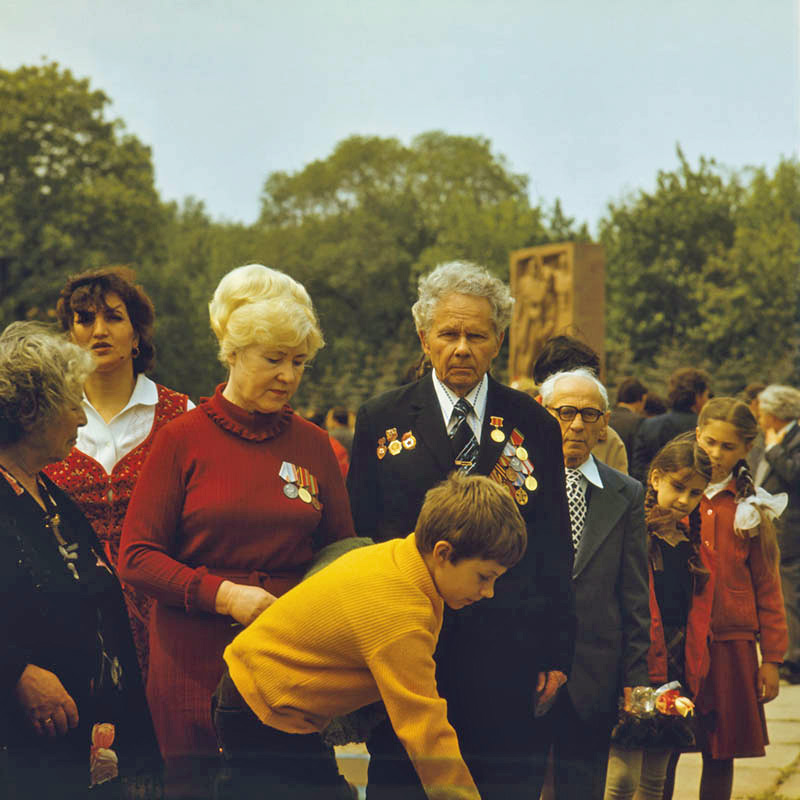
モルダヴィア・ソビエト社会主義共和国（当時）の戦勝記念日（1980年）
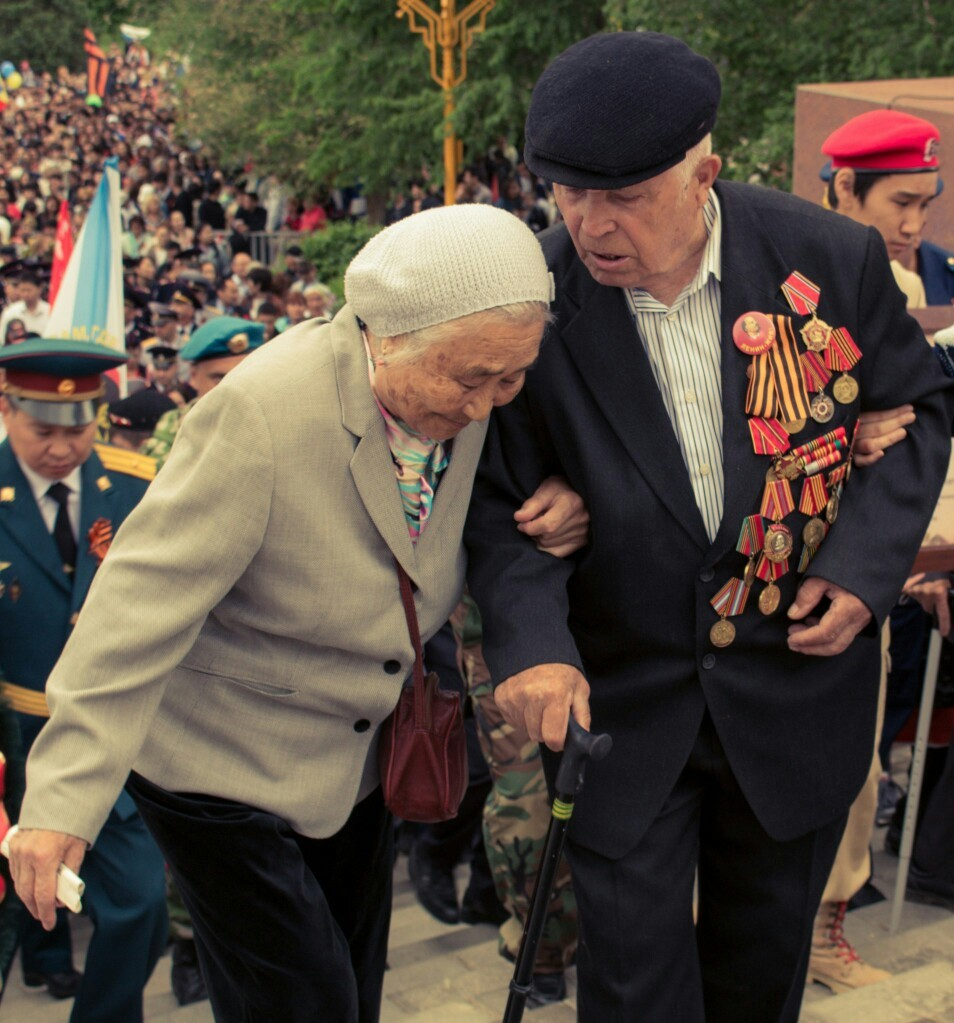
ロシアの戦勝記念日での退役軍人
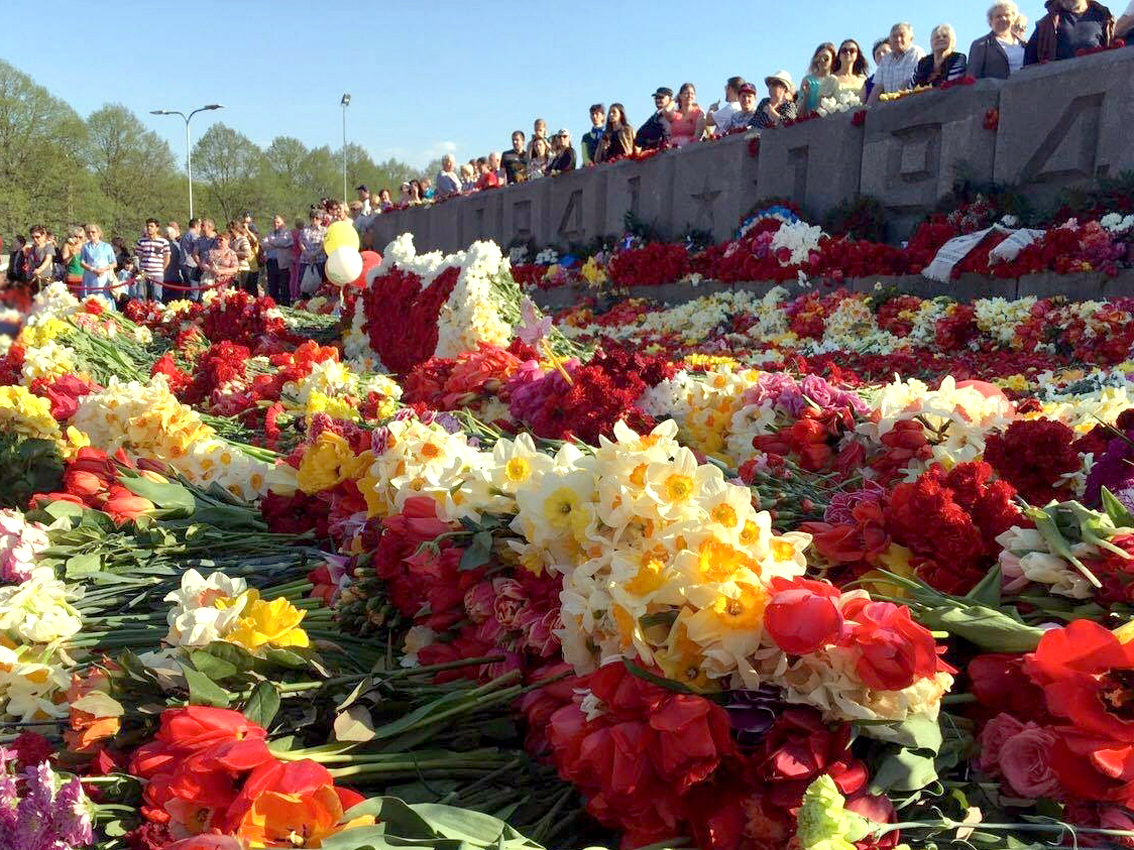
ラトビアのリガにある 戦勝記念碑 に飾られた花（2016年）
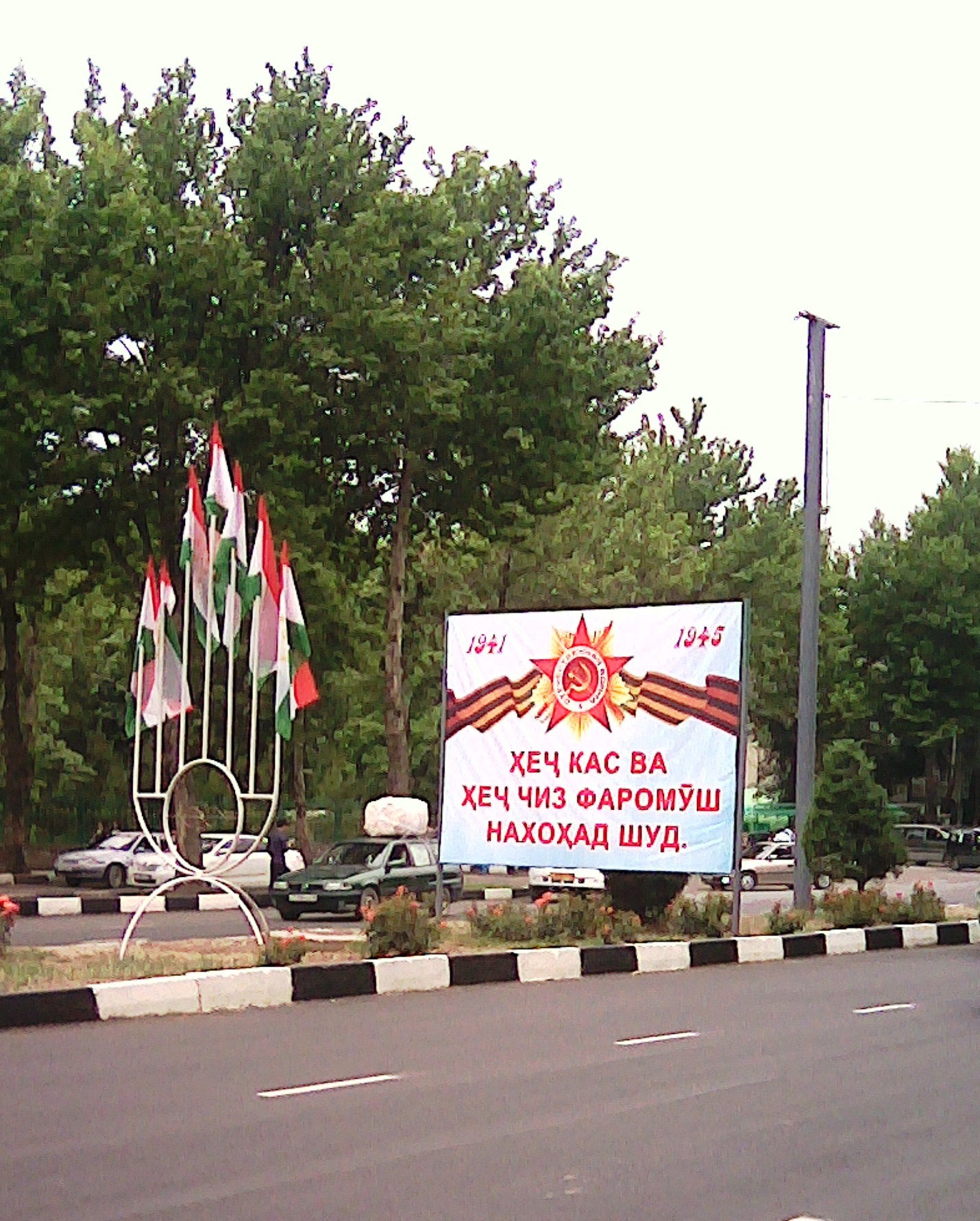
タジキスタンのドゥシャンベの通りに設けられた戦勝記念日サイン
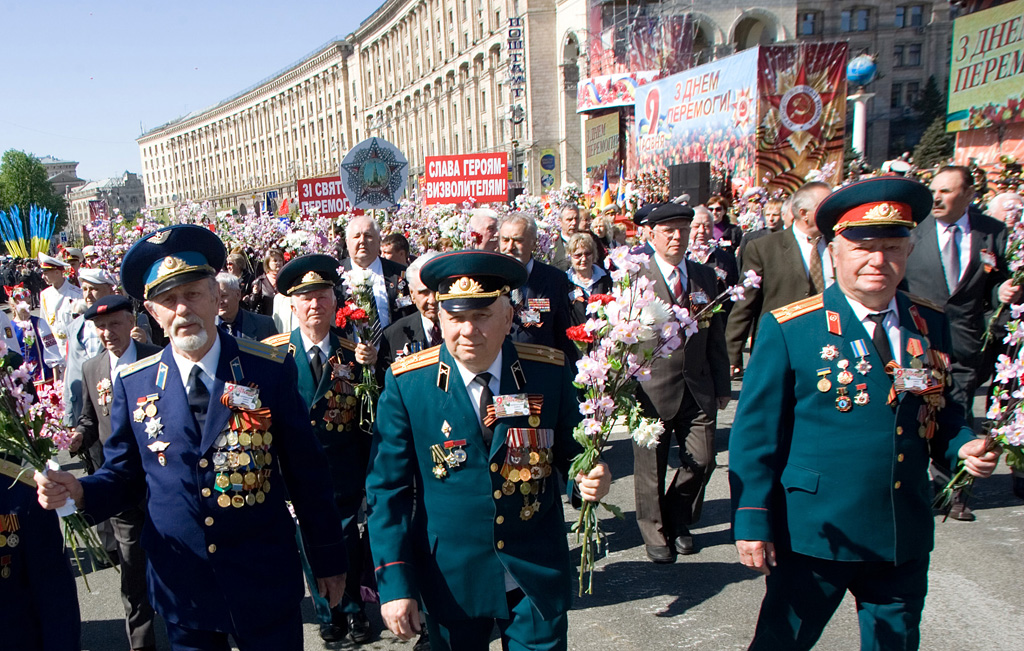
キーウ（キエフ）の戦勝パレードでの退役軍人（2011年）
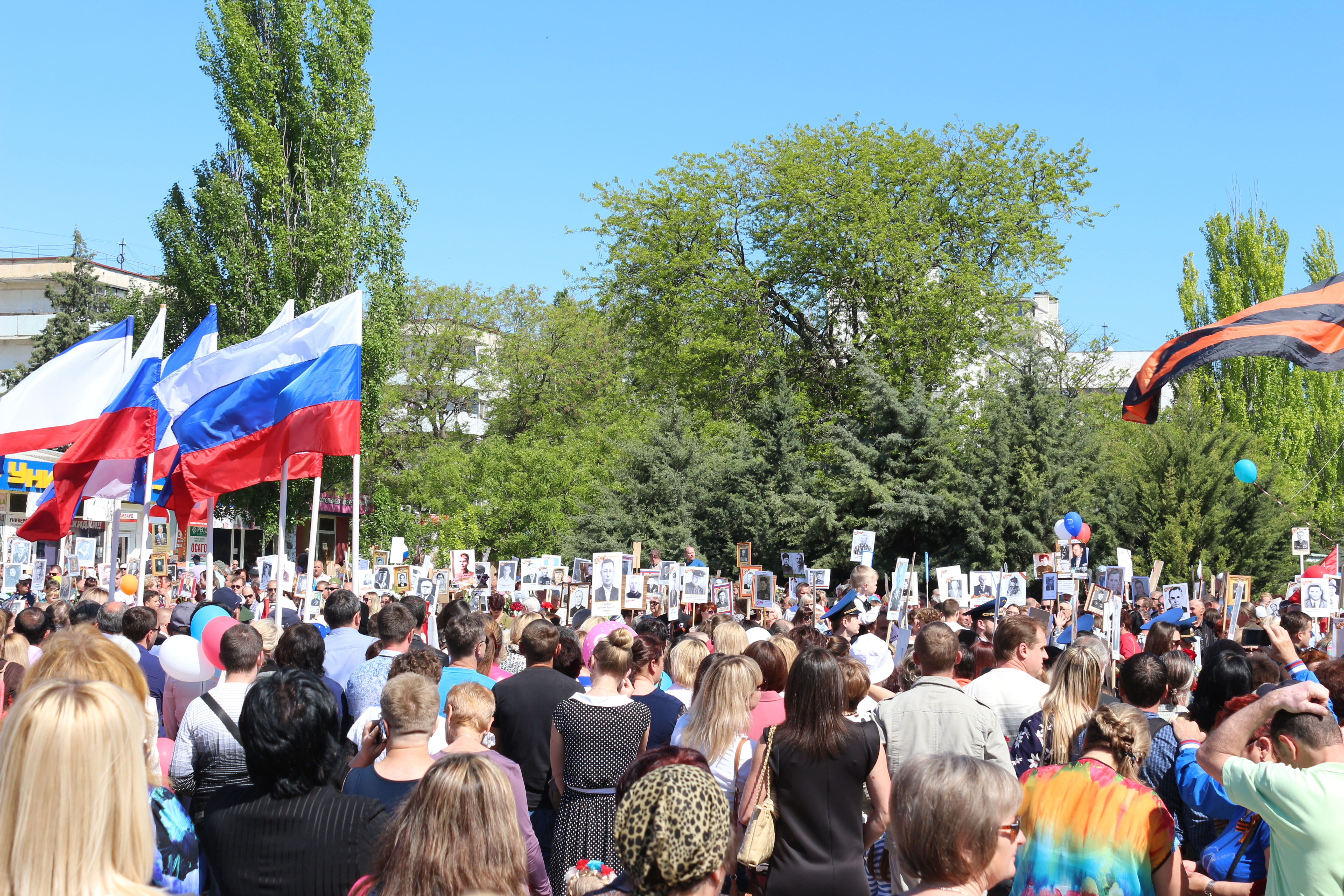
「不滅の連隊」において第二次世界大戦参戦者の親族の写真を掲げるクリミアの地元住民（2016年5月9日）